# Hässjeholmen (vid Bengtsby, Borgå)
Hässjeholmen är en ö i Finland. Den ligger i Finska viken och i kommunen Borgå i landskapet Nyland, i den södra delen av landet. Ön ligger omkring 40 kilometer öster om Helsingfors.
Öns area är 3,5 hektar och dess största längd är 420 meter i sydöst-nordvästlig riktning.